# 图兰 (图瓦共和国)
图兰（俄语：Туран）是俄罗斯图瓦共和国的一个镇及皮赫姆區的行政中心。位于克孜勒西北70公里处。人口4,981（2010年）。

## 历史
1885年由俄罗斯移民建立，为图瓦地区第一个俄罗斯人定居点。1945年获得镇地位。

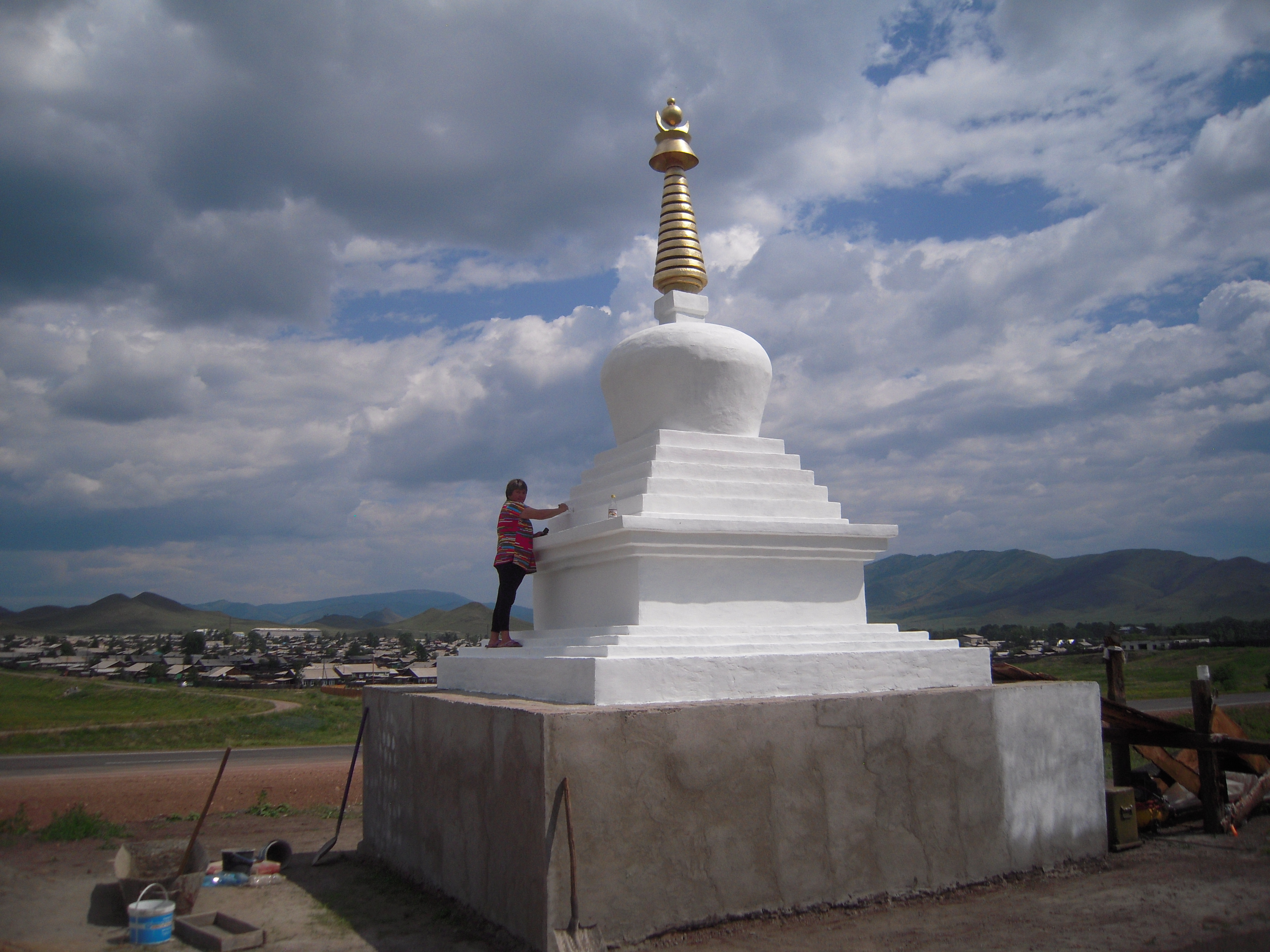
图兰的佛塔

### 名称来源
名称来自突厥语的“盐碱地”一词。

## 人口
2002年族群构成
| 族群     | 人数  | 百分比  |
| -------- | ----- | ------- |
| 俄罗斯人 | 3,301 | 58.97％ |
| 图瓦人   | 2,060 | 36.80％ |
| 其他     | 237   | 4.23%   |
| 总计     | 5,598 | 100%    |

## 交通
市内有一机场。